# العصب الشوكي الصدري 12

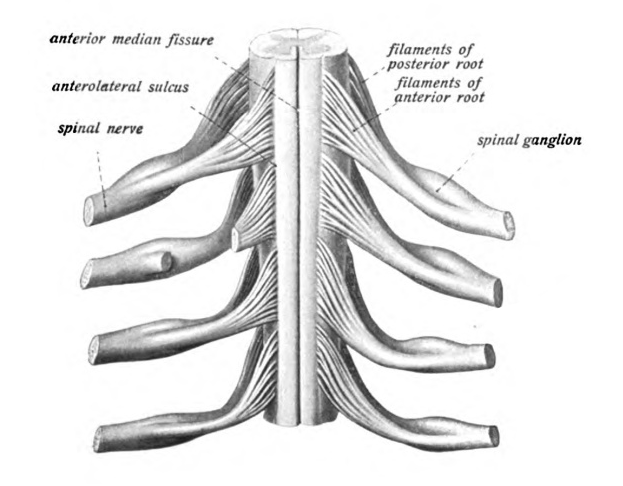
الحبل الشوكي مع الأعصاب الشوكية.

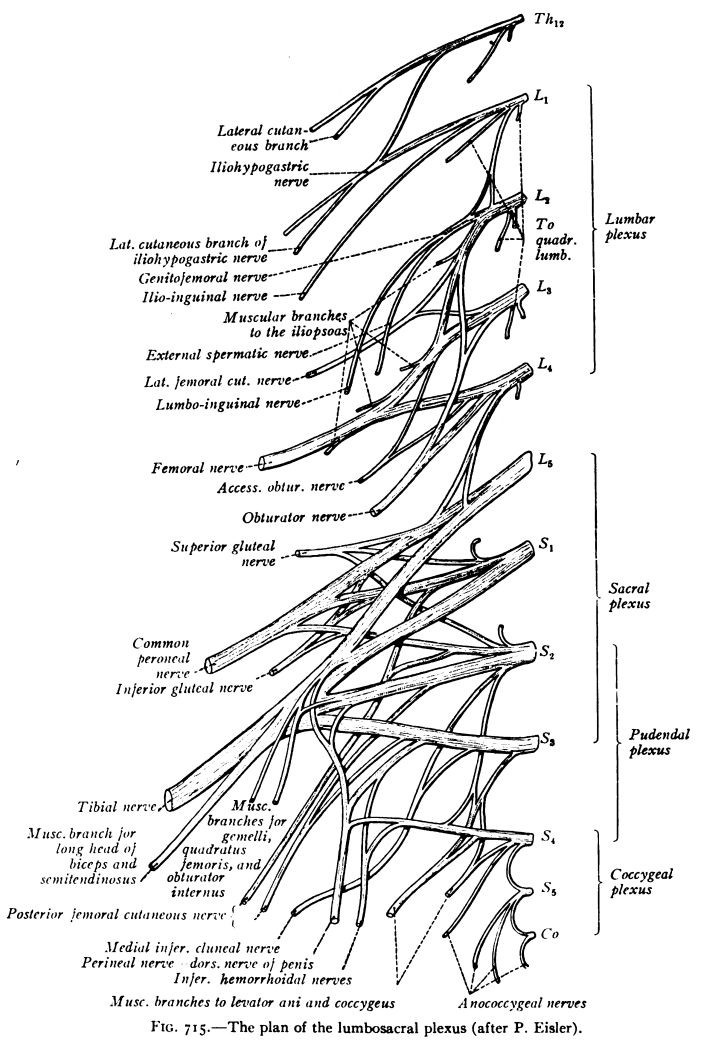
مخطط الضفيرة القطنية العجزية.

العصب الشوكي الصدري الثاني عشر (T12) هو عصب شوكي من القطعة الصدرية.
ينشأ من العمود الفقري من أسفل الفقرة الصدرية 12(T12).
وقد يُعرف أيضًا باسم العصب تحت الضلعي.